# Universidad de Las Américas, A.C.
La Universidad de Las Américas, A.C. es una institución universitaria que se fundó en 1940 con el nombre de Mexico City College (MCC) y en los años sesenta.
Desde su fundación ha ocupado diferentes instalaciones. Primero, edificios rentados en la colonia Roma de Ciudad de México, en los años cincuenta y, posteriormente, un campus de ocho hectáreas en la autopista México-Toluca. En los años setenta se trasladó a un nuevo campus en el Estado de Puebla, donde en el año de 1985, cuando el consejo de profesores mexicanos decidieron reubicarla en la Ciudad de México y separarse del grupo de profesores y directivos americanos que decidieron continuar en el campus de Cholula (Puebla) y decidieron dividir la institución en dos diferentes: la Universidad de las Américas Asociación Civil y la Fundación Universidad de las Américas de Puebla.
En la actualidad conserva su naturaleza bilingüe (inglés - español) y es la primera institución en México con estas características.[cita requerida]

## Reconocimientos nacionales
La Universidad de las Américas, A.C., en la Ciudad de México, está calificada como sigue en los listados nacionales publicados en los diarios mexicanos Reforma y El Universal en 2011:[actualizar]
- Psicología: 2° lugar en Reforma y 4° lugar en El Universal
- Administración de empresas: 9° lugar en Reforma y 1° lugar en El Universal
- Informática: 4° lugar en Reforma y sin evaluación en El Universal
- Relaciones internacionales: 6° lugar en Reforma y 5° lugar en El Universal
- Comunicación: 11° lugar en Reforma y 10° lugar en El Universal
- Derecho 6° lugar en El Universal y sin evaluación en el Reforma

La licenciatura en comunicación humana (educación especial) no es evaluada en las encuestas.

## Acreditaciones
La Universidad de las Américas, A.C., está acreditada por las siguientes instancias:
A nivel nacional:
- Secretaría de Educación Pública (SEP) otorga a los programas de licenciatura, especialidad, maestría y doctorado el Reconocimiento de Validez Oficial de Estudios.[3]
- Asociación Nacional de Universidades e Instituciones de Educación Superior (ANUIES),[4] acreditada desde 1998.
- Federación de Instituciones Mexicanas Particulares de Educación Superior (FIMPES),[5] acreditada para el periodo 2012-2019.
- Consejo Nacional para la Enseñanza e Investigación en Psicología (CNEIP)[6]
- Consejo de Acreditación de la Comunicación A.C. (CONAC)[6]
- Consejo de Acreditación en la Enseñanza de la Contaduría y Administración A.C. (Caceca)[6]
- Asociación para la Acreditación y Certificación en Ciencias Sociales, A.C. (Acceciso)[6]
- Consejo Nacional para la Acreditación de la Educación Superior en Derecho, A.C. (Confede)[6]
- Consejo Nacional de Acreditación en Informática y Computación, A.C. (CONAIC)[6]
- Comités Interrinstitucionales para la Evaluación de la Educación Superior, A.C. (CIEES)[7]

A nivel internacional:
- Asociación de Universidades y Escuelas del Sur de los Estados Unidos (SACS), La Universidad de las Américas, A. C. está acreditada por la Southern Association of Colleges and Schools Commission on Colleges para impartir programas de licenciatura y posgrado. Contactar a la Commission on Colleges en 1866 Southern Lane, Decatur, Georgia 30033-4097 o llamar al 404-679-4500 para preguntas sobre la acreditación de la Universidad de las Américas, A. C.

## Programas académicos
| Área                                                    | Licenciaturas                                              | Especialidades                            | Maestrías                                       | Doctorados                |
| ------------------------------------------------------- | ---------------------------------------------------------- | ----------------------------------------- | ----------------------------------------------- | ------------------------- |
| División de Ciencias Administrativas                    | - Licenciatura en informática y tecnologías de información | * Especialidad en administración avanzada | * Maestría en administración                    |                           |
| División de Ciencias del Comportamiento y el Desarrollo | * Licenciatura en psicología                               |                                           | * Maestría en psicología clínica                | * Doctorado en psicología |
| División de Derecho                                     | * Licenciatura en derecho                                  | * Especialidad en comercio exterior       | * Maestría en negocios y comercio internacional |                           |
| Departamento de Relaciones Internacionales              | * Licenciatura en relaciones internacionales               |                                           |                                                 |                           |
| Departamento de Educación                               | * Licenciatura en comunicación humana (educación especial) | * Especialidad en desarrollo cognoscitivo | * Maestría en educación                         |                           |
| Departamento de Comunicación                            | * Licenciatura en comunicación                             |                                           |                                                 |                           |

### Educación continua
La Universidad de las Américas cuenta con un área de educación continua que ofrece cursos y diplomados en las áreas de administración, educación, psicología, ciencia y tecnología y derecho.